# Beutelmaus

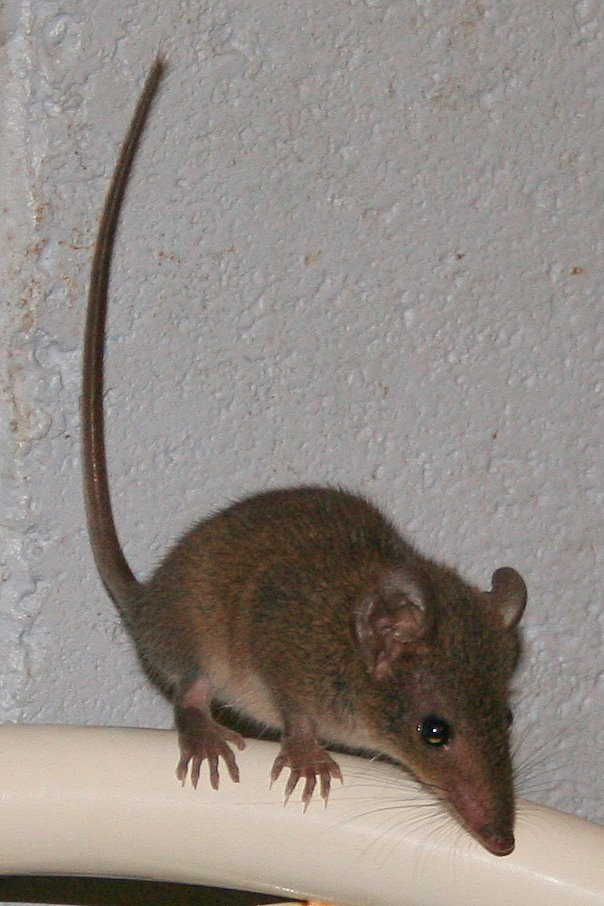
Breitfuß-Beutelmaus Antechinus stuartii

Als Beutelmäuse bezeichnet man mehrere Gattungen aus der Familie der Raubbeutler (Dasyuridae), wobei dieser Begriff keine biologische Klassifizierung darstellt, da manche Arten näher mit den großen Raubbeutlern wie Beutelteufel oder Beutelmardern verwandt sind als untereinander. Mit den Mäusen aus der Ordnung der Nagetiere sind sie nicht verwandt. Beutelmäuse sind in der Regel Fleischfresser und leben in Australien und angrenzenden Inseln sowie auf Neuguinea.
Folgende Gattungen werden als Beutelmäuse bezeichnet:
- Kammschwanz-Beutelmaus oder Mulgara (Dasycercus cristicauda)
- Rote Breitfuß-Beutelmaus (Dasykaluta rosamondae)
- Doppelkamm-Beutelmaus oder Kowari (Dasyuroides byrnei)
- Spitzhörnchenbeutler (Neophascogale lorentzi)
- Sprenkelbeutelmaus (Parantechinus apicalis)
- Streifenbeutelmäuse (Phascolosorex), zwei Arten
- Fettschwanz-Beutelmäuse (Pseudantechinus), sechs Arten
- Breitfuß-Beutelmäuse (Antechinus), 15 Arten
- Pinselschwanzbeutler (Phascogale), zwei Arten
- Neuguinea-Beutelmäuse (Murexia), fünf Arten
- Springbeutelmaus oder Kultarr (Antechinomys laniger)
- Ningauis (Ningaui), drei Arten
- Schmalfuß-Beutelmäuse (Sminthopsis), rund zwanzig Arten
- Flachkopf-Beutelmäuse (Planigale), fünf Arten